# Perizoma lineola
Perizoma lineola är en fjärilsart som beskrevs av Max Joseph Bastelberger 1911. Perizoma lineola ingår i släktet Perizoma och familjen mätare. Inga underarter finns listade i Catalogue of Life.